# Паровая железная дорога острова Уайт
Паровая железная дорога острова Уайт (англ. Isle of Wight Steam Railway) — действующая железная дорога с паровой тягой на острове Уайт. Ширина колеи — 1435 мм.

## История
Участок дороги, который ныне используется как паровая железная дорога, был открыт компанией «Ryde and Newport Railway» в 1875 году. В период с 1887 по 1923 год использовался компанией «Isle of Wight Central Railway», после укрупнения британских железных дорог вошёл в состав Southern Railway. 

## Станции
Железная дорога связывает четыре станции:
- Смоллбрук Джанкшн — используется для пересадки на электрифицированную Островную линию. Открыта в новом качестве в 1991 году.
- Эши — открыта в новом качестве в 1991 году.
- Хавенстрит — открыта в новом качестве в 1971 году.
- Уоттон — открыта в новом качестве в 1971 году.

## Подвижный состав
В общей сложности на железной дороге пятнадцать локомотивов на паровой и дизельной тяге.

### Локомотивы на паровой тяге
Одиннадцать локомотивов на паровой тяге:
- работают:
  - W8 Freshwater (1876);
  - W24 Calbourne (1891);
  - W38 Ajax (1918);
  - WD92 Waggoner (1953).
- на капитальном ремонте или реставрации:
  - W11 Newport (1878);
  - 41298 (1951);
  - WD198 Royal Engineer (1953).
- в статической экспозиции:
  - W37 Invincible (1915);
  - 46447 (1950);
  - 41313 (1952);
  - Juno (1958).

### Локомотивы на дизельной тяге
Четыре локомотива на дизельной тяге:
- No. 235 Mavis (1945);
- No. D2554 Nuclear Fred (1956);
- No. D2059 Edward (1959);